# ویلیام شارپ
ویلیام فورسیت شارپ (به انگلیسی: William Forsyth Sharpe)
(زاده ژوئن ۱۶، ۱۹۳۴) اقتصاددان آمریکایی است. شارپ فارغ التحصیل دانشگاه استنفورد است و در سال ۱۹۹۰ به همراه هری مارکوویتز و مرتون میلر به طور مشترک موفق به دریافت جایزه نوبل در اقتصاد شدند.
شارپ یکی از مبتکران مدل قیمت گذاری دارایی سرمایه، نسبت شارپ برای تجزیه و تحلیل عملکرد تعدیل شده با ریسک سرمایه گذاری است.

## زندگی‌نامه
ویلیام شارپ در تاریخ ۱۶ ژوئن ۱۹۳۴ در بوستون به دنیا آمد.
پدر او در گارد ملی ایالات متحده آمریکا بود و به همین دلیل چندین بار در طول جنگ جهانی دوم خانوده او نقل مکان کرد. شارپ دوران کودکی و نوجوانی خود را در ریورساید گذراند. در سال ۱۹۵۱ در دانشگاه کالیفرنیا، برکلی در رشته پزشکی ادامه تحصیل داد.
و پس از آن در دانشگاه کالیفرنیا، لس آنجلس مشغول به مطالعه مدیریت کسب و کار پرداخت و در رشته اقتصاد نیز ادامه تحصیل داد موفق شد در سال ۱۹۵۶ مدرک کارشناسی ارشد خود را از این دانشگاه دریافت کند.